# Isola Najdënyš
L'isola Najdёnyš (in russo Остров Найдёныш, ostrov Najdёnyš, in italiano "isola del trovatello") è un'isola russa che fa parte dell'arcipelago di Severnaja Zemlja ed è bagnata dal mare di Laptev a nord del capo di Anučin e dal mare di Kara a sud.
Amministrativamente fa parte del distretto di Tajmyr del Territorio di Krasnojarsk, nel Distretto Federale Siberiano.

## Geografia
L'isola è situata nella parte settentrionale dello stretto di Šokal'skij, lungo la costa centro-orientale dell'isola della Rivoluzione d'Ottobre ed è separata da essa dallo stretto Uzkij (пролив Узкий, proliv Uzkij).
L'isola si sviluppa in direzione nord-sud; l'estremità orientale si chiama capo di Anučin (мыс Анучина, mys Anučina), quella settentrionale capo Jakor' (мыс Якорь, mys Jakor'). Il punto più elevato si trova nella parte meridionale e misura 44 m s.l.m., nel nord raggiunge invece i 31 m e al centro i 24 m. Nel nord ci sono numerosi laghi da cui scaturiscono dei ruscelli e nel nord-est c'è una penisola di ghiaia grossolana.

## Isole adiacenti
- Isola Nizkij (остров Низкий, ostrov Nizkij), a nord.
- Isole Matrosskie (острова Матросские, ostrova Matrosskie), a est.
- Isola Suchoj (остров Сухой, ostrov Suchoj), a sud-est.
- Isola Malyš (остров Малыш, ostrov Malyš), a sud.